# Величенко, Владислав Викторович
Владислав Викторович Величенко — российский учёный в области теоретической и прикладной механики, теории оптимального управления, заслуженный деятель науки РФ (1998).

## Биография
Родился 13 июля 1936 года.
Окончил МФТИ и его аспирантуру.
С 1954 по 1986 годы — в МФТИ (студент, аспирант, ассистент, доцент, профессор).
С 1986 по 1988 годы — Зав. отделом прикладной математики ТОИ ДВНЦ АН СССР.
с 1988 года — возвращение в Москву: главный научный сотрудник, заведующий лабораторией аналитической механики и прецизионного управления Института машиноведения им. А. А. Благонравова РАН (ИМАШ РАН), профессор МФТИ и ВМК МГУ.

## Область научных интересов
- аналитическая и вычислительная механика сложных систем;
- оптимальное и прецизионное управление;
- моделирование и управление биологическими системами;
- динамика полёта;
- нейроматематика.

Доктор физико-математических наук, профессор, заслуженный деятель науки РФ (1998). В 1990 г. баллотировался в члены-корреспонденты АН СССР, но не был избран.

## Научно-организационная деятельность
Входил в Научный совет межд. Академии технологических наук (АТН РФ) «Математическое моделирование технологических процессов»
Член РНКТПМ.

## Из библиографии

### Диссертации
- Численный метод решения задач оптимального управления : диссертация … кандидата физико-математических наук : 01.00.00. — Москва, 1966. — 71 с. : ил.
- Вариационный метод в проблеме синтеза инвариантных систем : диссертация … доктора физико-математических наук : 01.00.00. — Москва, 1970. — 271 с. : ил.

### Книги
- Матрицы, геометрия, механика и ЭВМ : [Учеб. пособие] / В. В. Величенко. — М.: МФТИ, 1984. — 266 с. : ил.; 20 см.
- Матрично-геометрические методы в механике с приложениями к задачам робототехники / В. В. Величенко. — М.: Наука, 1988. — 279 с. : ил.; 22 см. — (Науч. основы робототехники; 14); ISBN 5-02-013888-6
- Оптимальное управление : (Курс лекций) / Л. Т. Ащепков, В. В. Величенко. — Владивосток : Изд-во Дальневост. ун-та, 1989. — 115,[1] с. : ил.; 20 см; ISBN 5-7444-0109-1
- Новая парадигма развития России // Абалкин Л. И., Аксёнов В. В., Алтухов Ю. П., Баранов В. В., Батурин В. А., Бурносов С. В., Васильев С. Н., Вальтух К. К., Ващекин Н. П., Величенко В. В., Венедиктов Д. Д., Верхозина И. О., Воробьёв В. В., Воропай Н. И., Гирусов Э. В., Голицын Г. С., Гуляев Ю. В., Данилина Е. В., Демянко Ю. Г., Дружинин И. П. и др. Комплексные исследования проблем устойчивого развития / под ред. В. А. Коптюга, В. М. Матросова, В. К. Левашова. / Москва; Иркутск: Academia, 2000. (2-е издание). 460 с. ISBN 5-87444-114-X.
- Аксиоматика механики. Геометрическая теория и компьютерная реализация / В. В. Величенко ; ФГБУ науки Вычислительный центр им. А. А. Дородницына Российской акад. наук. — Москва : ВЦ РАН, 2014. — 199 с.; 20 см; ISBN 978-5-91601-098-5
- ВИЧ & СПИД — красные книги человечества? / В. В. Величенко. — Москва : Алгоритм, 2017. — 271 с. : ил., портр., табл.; 27 см; ISBN 978-5-906979-60-5 : 1000 экз.

### Избранные статьи
- Численный метод решений задач оптимального управления // ЖВМиМФ, 6:4 (1966), 635—647
- О задачах оптимального управления для уравнений с разрывными правыми частями. // Автоматика и телемеханика. 1966. № 7. С. 20-30.
- К достаточным условиям оптимальности в принципе максимума. // Докл. АН СССР, 182:4 (1968), 747—749
- О достаточных условиях глобального минимакса. // Докл. АН СССР, 219:5 (1974), 1045—1048
- О методе поля экстремалей в достаточных условиях оптимальности. // ЖВМиМФ, 14:1 (1974), 45-67
- О достаточных условиях глобального минимакса. // Докл. АН СССР, 1974, 219,
- Возможности искусственного интеллекта и компьютерных технологий в построении программ лечения сложных иммунных заболеваний / Величенко В. В., Притыкин Д. А. // Фундаментальная и прикладная математика, т. 15, вып. 5, 2009, стр. 21-42.